# Перепелицын, Владимир Николаевич
Влади́мир Никола́евич Перепели́цын (27 декабря 1946 года, Ейск, Краснодарский край, РСФСР, СССР — 11 февраля 2005 года, Пермь, Россия) — советский и российский хирург и педагог, доктор медицинских наук (1996), профессор (1998), заведующий кафедрой оперативной хирургии и топографической анатомии ПГМА, главный хирург г. Перми (с 1988 г.), Заслуженный врач Российской Федерации (2000).

## Биография
Владимир Николаевич Перепелицын родился 27 декабря 1946 года в городе Ейске Краснодарского края в семье служащих.
В 1948 году семья Перепелицыных переехала в город Сокол Вологодской области, где прошло его детство.
После окончания школы был призван в армию, отслужил три года в войсках МВД СССР.
После армии поступил в Пермский медицинский институт, который окончил в 1974 году. Затем прошёл интернатуру по хирургии в Чернушинской центральной районной больнице Пермской области. С 1975 по 1978 годы работал врачом-хирургом в городской больнице Александровска Пермской области.
После окончания в 1980 году клинической ординатуры на кафедре госпитальной хирургии Пермского медицинского института он начал работать врачом торакального отделения областной клинической больницы.
В 1983 году избран ассистентом кафедры госпитальной хирургии, в 1994 году — доцентом кафедры общей хирургии Пермского мединститута.
В 1988 году назначен главным хирургом города Перми.
В июне 1997 года возглавил кафедру оперативной хирургии и топографической анатомии Пермской государственной медицинской академии и занимал этот пост вплоть до своей кончины.
Умер 11 февраля 2005 года в Перми. Похоронен на Северном кладбище. 

## Научная деятельность
В 1986 году защитил кандидатскую диссертацию на тему «Оперативная торакоскопия при травме груди и спонтанном пневмотораксе» под руководством крупнейшего российского хирурга, ректора Пермского медицинского института, профессора Е. А. Вагнера; в 1996 — докторскую диссертацию на тему «Малоинвазивные способы хирургического лечения эмпиемы плевры». В 1998 году ему было присвоено звание профессора.
Им опубликовано более 250 научных работ по вопросам практической и экспериментальной хирургии, клинической анатомии, организации здравоохранения, в том числе 3 монографии и 5 учебных пособий. Ему принадлежат 7 патентов на изобретения. В. Н. Перепелицын стоял у истоков создания пермской школы малоинвазивной хирургии. Под его руководством защищены 2 докторские и 9 кандидатских диссертаций.

## Награды
В 2000 году В. Н. Перепелицыну присвоено звание «Заслуженный врач Российской Федерации».

## Память
В 2024 году в Мотовилихинском районе Перми появилась улица, названная в честь В.Н. Перепелицына.